# Tidsaxel över franska revolutionen
Denna artikel redovisar händelseutvecklingen under den franska revolutionen.

## 1789

Stormningen av Bastiljen.

### April
- 25 april - Réveillon-upploppen utbryter i Paris.

### Maj
- 4 maj -  Ludvig XVI av Frankrike sammankallar generalständerna som en konsekvens av den kris som höll på att utvecklas i Frankrike som kom att bli den franska revolutionen. Detta skedde i Versailles.

### Juni
- 20 juni - Eden i Bollhuset.
- 27 juni - Kungen ger upp sitt motstånd och accepterar nationalförsamlingen.

### Juli
- 11 juli - Ludvig XVI avskedar sin finansminister Jacques Necker.
- 14 juli - Stormningen av Bastiljen. Den Franska Revolutionen börjar. 14 juli är idag den Franska nationaldagen.
- 22 juli – Den stora skräcken, en allmän bonderesning, bryter ut över den franska landsbygden.

### Augusti
- 4 augusti - Aristokratin avsäger sig officiellt sina privilegier.
- 26 augusti - Deklarationen om de mänskliga rättigheterna. Man proklamerade också broderskap och frihet

## 1790
- 2 nya lagar införs: Prästerna ställs under statens snarare än under påven, och kyrkans egendom förstatligas och säljs.

## 1791

### Februari
- 28 februari – Journée des Poignards äger rum i Tuilerierna i Paris, där nationalgardet avväpnar adelsmän som samlats för att skydda kungafamiljen.

### Juni
- 20 juni - Flykten till Varennes: Den franska kungafamiljen (Ludvig XVI av Frankrike och Marie-Antoinette och deras barn samt kungens syster Élisabeth), som sedan hösten 1789  har levt i husarrest i Tuilerierna i Paris, gör ett försök att under natten till den 20 juni fly från Paris och ta sig mot Tyskland, för att därifrån ta sig vidare till drottningens habsburgska familj i den österrikiska huvudstaden Wien. Flykten är till största delen organiserad av drottningens svenske älskare, greve Axel von Fersen och under natten och morgonen når man nästan fram till gränsen. I Varennes-en-Argonne blir sällskapet dock igenkänt och arresterat. De förs tillbaka till Paris och på vägen får de ta emot många uppretade glåpord, medan huvudstadens invånare möter dem med absolut tystnad. Händelsen påskyndar kungens avsättning i september samma år och 1793 blir både han och drottningen avrättade. Axel von Fersen har ridit i förväg och undkommer därför arresteringen.

### Juli
- 17 juli - Massakern på Marsfältet.

## 1792

### Mars
- 22 mars - Första icke-aristokratiska, girondistiska ministären tillträder.

### April
- 20 april - Ludvig XVI och lagstiftande församlingen förklarar krig mot Österrike.

### Juni
- 20 juni - Demonstrationer med anledning av girondistministärens fall leder till fysiskt angrepp på kungen under Demonstrationen den 20 juni 1792.

### Juli
- 25 juli – Braunschweig-manifestet utfärdas av den fientliga koallitionsarmén och hettar upp stämningen i Paris mot monarkin till Jakobinernas förmån.

### Augusti
- 10 augusti - Stormningen av Tuilerierna, monarkins fall.
- 11 augusti - Danton tillträder som justitieminister, i realiteten regeringschef.

## 1793

### Januari
- 16 januari - Kung Ludvig XVI blir dödsdömd.
- 21 januari -  Den franske kungen Ludvig XVI av Frankrike, som har blivit avsatt den 21 september året innan, blir giljotinerad, sedan han fem dagar tidigare har dömts till döden av nationalkonventet med en rösts övervikt.

### Mars
- 25 mars - Allmänna välfärdsutskottet bildas.

### Juni
- 31 maj - 2 juni - Girondens fall.
- Lyons uppror mot Nationalkonventet

### Juli
- 13 juli - Mordet på Marat.

### Augusti
- 23 augusti - Allmän värnplikt införs.

### September
- 17 september - Lagen om de misstänkta legitimerar arresteringen av alla misstänkta för kontrarevolutionära aktiviteter och utlöser skräckväldet.

### Oktober
- 5 oktober - Franska revolutionskalendern införs.
- 16 oktober - Avrättningen av Marie-Antoinette.

## 1794

### Mars
- 24 mars - Avrättningen av Jacques René Hébert.

### April
- 5 april - Avrättningen av Danton.

### Juni
- 8 juni - Festen för det högsta väsendet.
- 10 juni - Prairial-lagen stiftas.

### Juli
- 28 juli - Avrättningen av Maximilien de Robespierre.

## 1795

### Maj
- 20 maj – Revolten 1 Prairial år III äger rum i Paris.

### Oktober
- 5 oktober - Napoleon slår ned det rojalistiska upproret i Paris

## 1799
- Brumairekuppen. Revolutionen anses avslutad genom Napoleon Bonapartes maktövertagande.